# Благов, Александр Евгеньевич
Алекса́ндр Евге́ньевич Благов (род. 24 июля 1976 года) — российский учёный-физик, доктор физико-математических наук (2016), профессор (2019), член-корреспондент РАН (2022).

## Биография
Родился 24 июля 1976 года в Москве.
В 1999 году — окончил Физический факультет, Московский Государственный университет им. М. В. Ломоносова — специальность — физика. В 2000 году был зачислен в очную аспирантуру Института кристаллографии имени А. В. Шубникова.
В 2006 году — защитил кандидатскую диссертацию, тема: «Особенности дифракции рентгеновских волн на кристаллах, промодулированных низкочастотным ультразвуком».
В 2015 году — был назначен первым заместителем руководителя, а в 2017 году — руководителем Курчатовского комплекса синхротронно-нейтронных исследований.
В 2016 году — защитил докторскую диссертацию, тема: «Развитие методов рентгеновской дифракционной диагностики конденсированных сред в условиях динамических воздействий» (научный руководитель — член-корреспондент РАН, профессор М. В. Ковальчук).
В 2018 году — назначен первым заместителем директора, в октябре 2018 года — назначен временно исполняющим обязанности директора, в июне 2019 года — назначен директором, в сентябре 2021 года — назначен вице-президентом НИЦ «Курчатовский институт».
В 2022 году — избран членом-корреспондентом РАН.

## Научные интересы
Физика взаимодействия ионизирующих излучений с веществом, рентгеновская дифракция и рассеяние, фазочувствительные рентгеновские методы, конденсированные среды при внешних воздействиях, процессы самоорганизации кристаллических и слабоупорядоченных материалов, источники синхротронного и станции синхротронного излучения, рентгеновские лазеры на свободных электронах.
Автор более 150 научных публикаций, включая 85 работ в рецензируемых научных журналах и 8 патентов. Индекс Хирша — 15 (РИНЦ, web of science).

## Награды
- Орден Дружбы (5 февраля 2024 года) — за большой вклад в развитие отечественной науки, многолетнюю плодотворную деятельность и в связи с 300-летием со дня основания Российской академии наук[3]
- Главная премия Международной академической издательской компании «МАИК» за лучшую публикацию за 2011 (2012)
- Премия Президента Российской Федерации в области науки и инноваций для молодых учёных (2011) — за разработку научных основ создания перестраиваемой рентгеновской оптики для нового класса исследовательских приборов[4]
- грант Президента Российской Федерации для молодых ученых-кандидатов наук (2010)
- медаль Российской академии наук для молодых ученых (2008)
- грант Президента Российской Федерации для молодых ученых-кандидатов наук (2008)